# Bartosz Bereszyński
Bartosz Bereszyński (n. 12 iulie 1992) este un fotbalist polonez care joacă pentru SSC Napoli, împrumutat de la Sampdoria pe postul de fundaș.

## Cariera pe echipe

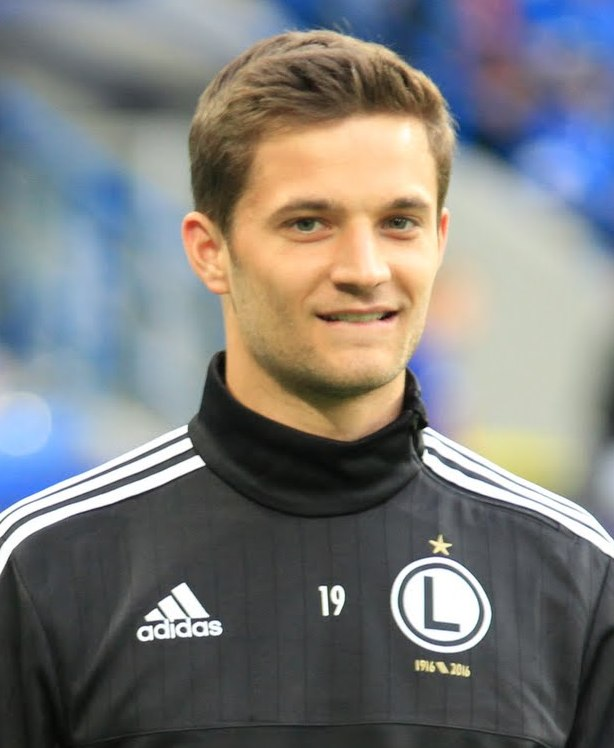
Bereszyński la Legia Varșovia în 2015

Născut la Poznań, Bereszyński a jucat pentru echipele de copii și juniori ale TPS Winogrady Poznań, Poznań Poznań, Warta Poznań și Lech Poznań. A jucat fotbal la seniori pentru Lech Poznań, Warta Poznań și Legia Varșovia. A jucat la Lech Poznań în rundele de calificare ale UEFA Europa League.
Bereszyński a fost eliminat în ultimul meci din grupele UEFA Europa League 2013-2014 și a fost suspendat pentru următoarele trei meciuri europene, astfel că nu a mai jucat în dubla manșă din turul doi preliminar al Ligii Campionilor, precum și în manșa tur al celei de-a treia runde de calificare în Liga Campionilor UEFA 2014-2015. Clubul său nu a reușit să-l înscrie în lotul trimis la UEFA pentru meciurile din a doua rundă, și astfel se afla încă în stare de suspendare când a fost introdus pe teren în meciul cu Celtic FC din a treia rundă. Legia a câștigat acel meci cu 2-0 și cu 6-1 la general. După ce UEFA a observat această greșeală, i-a acordat victoria la masa verde clubului Celtic, iar scorul de 3-0 provenit din aceasta i-a făcut să treacă mai departe mulțumită regulii golurilor marcate în deplasare.
În ianuarie 2017, Bereszyński a semnat un contract de patru ani și jumătate cu echipa italiană Sampdoria.

## La națională
El și-a făcut debutul pentru echipa națională a Poloniei în 2013.
În luna mai a anului 2018 a fost numit de selecționerul Poloniei în lotul lărgit format din 35 de jucători, în vederea participării la Campionatul Mondial de Fotbal din Rusia.